# Firby (North Yorkshire)
Firby is een civil parish in het bestuurlijke gebied Hambleton, in het Engelse graafschap North Yorkshire.